# Torneo di Wimbledon 1901
Il Torneo di Wimbledon 1901 è stata la 25ª edizione del Torneo di Wimbledon e prima prova stagionale dello Slam per il 1901. Si è giocato sui campi in erba dell'All England Lawn Tennis and Croquet Club di Wimbledon a Londra in Gran Bretagna. Il torneo ha visto vincitore nel singolare maschile il britannico Arthur Gore che ha sconfitto in finale in 4 set il connazionale Reginald Doherty con il punteggio di 4–6 7–5 6–4 6–4. Nel singolare femminile si è imposta la britannica Charlotte Cooper Sterry che ha battuto in finale in 2 set la connazionale Blanche Bingley Hillyard. Nel doppio maschile hanno trionfato Reginald Doherty e Laurie Doherty.

## Risultati

### Singolare maschile
Arthur Gore ha battuto in finale  Reginald Doherty con il punteggio di 4–6 7–5 6–4 6–4

### Singolare femminile
Charlotte Cooper Sterry ha battuto in finale  Blanche Bingley Hillyard con il punteggio di 6–2, 6–2

### Doppio maschile
Reginald Doherty /  Laurie Doherty hanno battuto in finale  Dwight Davis /  Holcombe Ward con il punteggio di 4–6, 6–2, 6–3, 9–7

### Doppio femminile non ufficiale
Blanche Hillyard /  Charlotte Sterry hanno battuto in finale  Miss Adams /  Alice Pickering con il punteggio di 6–3, 6–0

### Doppio misto non ufficiale
Charlotte Sterry /  Laurie Doherty hanno battuto in finale  Wilberforce Eaves /  Ruth Durlacher con il punteggio di 6–2, 6–3